# Соврамонте
Соврамонте (итал. Sovramonte) — коммуна в Италии, располагается в провинции Беллуно области Венеция.
Население составляет 1696 человек, плотность населения составляет 34 чел./км². Занимает площадь 50 км². Почтовый индекс — 32030. Телефонный код — 0439.
Покровителями коммуны почитаются святой Георгий и святой Зенон Веронский.
У представителя эпиграветтской культуры Villabruna 1 (ок. 14 тыс. л. н.) из Рипари Виллабруна определена митохондриальная группа U5b2b и Y-хромосомная гаплогруппа R1b1a-L754* (xL389,V88). Образец Виллабруна-1 несколько сдвинут в сторону сибирского AG3 (Афонтова гора) по сравнению с мезолитическим Grotta Continenza Mezolithic. Кластер Виллабруна (Villabruna Cluster) из
15 особей послеледникового максимума (14000—7000 л. н.) связан с азильской культурой и культурами эпипалеолита и мезолита.